# Cribbage
Le Crib ou Cribbage est un jeu de cartes inventé en 1630 par Sir John Suckling (1609-1642), un chevalier anglais, poète et joueur invétéré. Aussi connu sous le nom de Cribble ou de 121, il découle d'un jeu anglais antérieur appelé Noddy (en), et est devenu l'un des jeux de cartes les plus populaires en Amérique du Nord et dans le monde anglophone. Il a été qualifié de « jeu de cartes national de la Grande-Bretagne » et est le seul à pouvoir y être joué légalement dans des établissements sous licence (pubs et clubs) sans nécessiter l'autorisation des autorités locales.
Il se joue avec un jeu de 52 cartes traditionnel où les cartes de 2 à 10 valent leur valeur nominale, les as valent 1 et les valets, dames et rois valent 10. Il présente quelques particularités dont : un plateau de pointage (la planche de crib) ; une main supplémentaire dont les points reviennent au donneur (le crib à proprement parler) ; des points marqués lors de deux phases - le jeu et le décompte ; et une manière originale de marquer des points, notamment les combinaisons de plusieurs cartes totalisant 15.
Il se joue à 2 ou 3 joueurs (ou à 4 ou 6 joueurs en équipes de deux).
Les règles qui suivent concernent les parties à deux joueurs.

## But du jeu
L'objectif est d'être le premier à atteindre 121 points ou plus (en faisant une ou deux fois le tour de la planche de crible) accumulés après plusieurs donnes. Les points sont comptés surtout par la combinaison de cartes se produisant durant le jeu, dans une main, ou dans les cartes écartées avant le jeu (qui forment le crib). On compte les 15, les paires, les triples et les quadruples, les suites et les mains d'une seule couleur.

## Tableau de marque

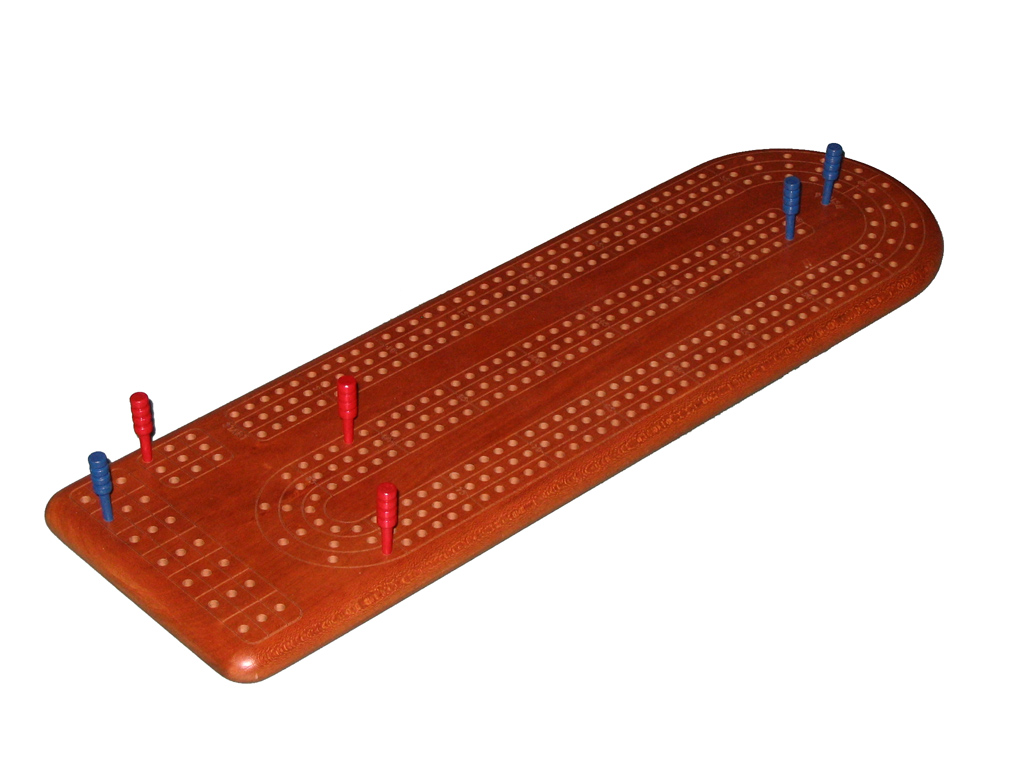
Planche de crib avec ses fiches de couleur.

Le tableau de marque, souvent appelé planche de crib, est utilisé pour le décompte des points.
Il est traditionnellement constitué d'une planche en bois percée de deux ou trois rangées parallèles de 120 trous, plus un pour la victoire (et parfois quelques autres pour démarrer ou compter les parties), séparés par groupes de cinq afin de faciliter le comptage. Une ligne marque occasionnellement les 90 points (skunk).
Les points sont comptés en déplaçant des fiches colorées enfoncées dans les trous. Chaque joueur dispose de deux fiches à sa couleur qu'il déplace alternativement (comme à saute-mouton) afin que les autres puissent contrôler son déplacement. Une troisième fiche permet éventuellement de compter les parties.
Partout dans le monde, les fabriquants et les joueurs eux-mêmes débordent d'imagination pour créer des planches de cribbage toujours plus originales, s'éloignant ainsi drastiquement de la version traditionnelle. 
Un exemple caractéristique de cette tendance pourrait être la planche Summit Trail, très prisée des amateurs, et qui représente un sentier de randonnée. La piste n'oublie pas de représenter une petite moufette aux abords des trous marquant les 90 points, rappelant aux joueurs la règle du skunk.

## Distribution des cartes
Chacun des joueurs tire une carte ; celui qui a tiré la plus basse distribue pour la première donne. Ensuite, chacun distribue à tour de rôle. Une fois la partie terminée, c'est le gagnant qui commence à distribuer pour la suivante.
Au début d’une donne, six cartes sont distribuées à chaque joueur, une par une. En choisissant parmi ses cartes, chaque joueur défausse deux cartes, face cachée, devant le donneur pour former le crib (mot anglais qui signifie la crèche, la mangeoire). Chaque main contient donc quatre cartes, comme le crib. — Celui-ci restera caché jusqu’à la fin de la manche, lors du décompte des points.
(Pour les parties à 3 ou 4 joueurs, seulement cinq cartes sont distribuées à chacun et une seule est défaussée dans le crib. À trois joueurs, le crib est complété par une carte prise dans la pile restante.)
Le joueur à la droite du donneur coupe ensuite le reste du paquet et le donneur en retourne la première carte (carte de départ). Si cette carte est un valet, le donneur marque directement deux points, qu'on annonce « Deux pour ses talons (Two for his heels ,) » ou « Deux pour le maître (Two for his nibs) ».

## Déroulement de la manche
Une partie se déroule en une succession de manches où les joueurs distribuent les cartes à tour de rôle.
Une fois les cartes distribuées et le crib formé, la manche se déroule en deux temps :
- Le jeu, où chaque joueur dévoile une carte à tour de rôle, jusqu'à ce que toutes aient été jouées ;
- Le décompte, où chaque joueur reprend ses cartes et les combine pour obtenir plus de points.

Les points sont comptés au fur et à mesure en avançant les fiches de sa couleur sur la planche de crib (voir plus haut).

### Le jeu

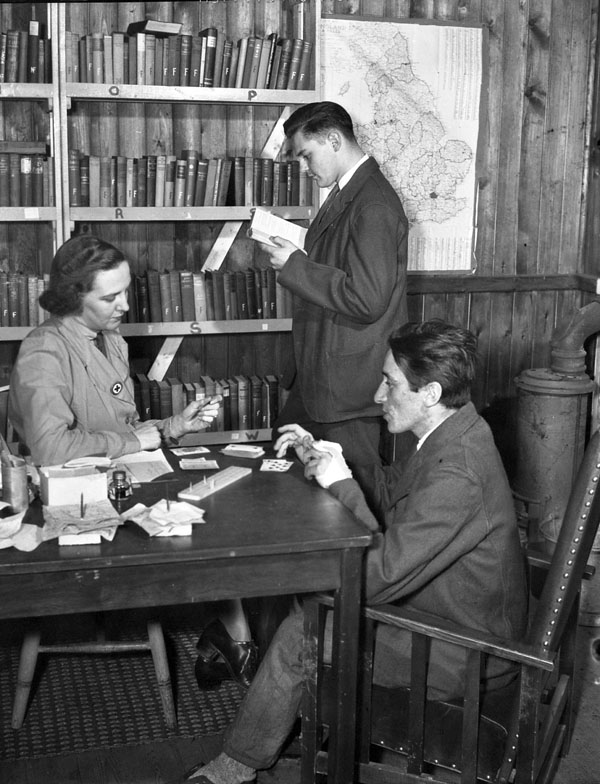
Infirmière de la Croix-Rouge jouant au cribbage avec un patient en 1942.

En commençant par le joueur à gauche du donneur, et en continuant dans le sens horaire, chaque joueur dévoile à tour de rôle une carte devant lui, sans que la valeur totale des cartes dépasse 31. Par courtoisie envers ses adversaires, lorsqu’il dépose sa carte, le joueur annonce à voix haute la somme cumulée des cartes. Par exemple, si le compte était de 12 avant son tour, le joueur en déposant un 7 dit : « 19 ». L'as est compté pour 1 et les figures (roi, dame, valet) pour 10, les autres cartes pour leur valeur nominale.
Les joueurs marquent au fil du jeu les points gagnés en avançant leur fiche sur le tableau de marque (la planche de crib). Pour marquer des points, ils tentent, en combinaison avec les cartes jouées précédemment, d’obtenir une valeur de 15 (deux points), de faire une paire (deux points), un triple (qui équivaut à trois paires, donc 6 points), un quadruple (ce qui fait six paires différentes, donc 12 points) ou une suite d’au moins trois cartes (un point par carte de la suite).— Pour faire une suite, les cartes n’ont pas à être dans l’ordre ni de la même couleur.
Par exemple, un joueur joue le 7♥, le suivant joue le 8♠ (pour un total de 15 marquant deux points, annoncé « Quinze, pour deux »), le suivant joue le 6♦, formant ainsi une suite de trois points (« Vingt-et-un, pour trois »), si le joueur suivant joue un 5 ou un 9 pour compléter la suite, il fera 4 points et ainsi de suite.
Si un joueur atteint exactement 31, il marque deux points ; si un joueur est incapable de jouer une carte sans dépasser 31, il passe en disant « go », le joueur suivant doit alors jouer une carte s’il le peut. Un joueur peut jouer ainsi plusieurs cartes sans que l’autre puisse jouer. Si personne ne peut plus jouer sans dépasser 31, le dernier joueur à avoir posé une carte gagne un point. Les joueurs retournent alors chacun leur paquet de cartes jouées et le joueur à la gauche du dernier joueur à avoir déposé une carte joue pour un nouveau compte de 31, et ceci jusqu'à épuisement des cartes en main.

### Le décompte
Lorsque toutes les cartes ont été jouées, chaque joueur reprend ses cartes et tente de les combiner pour faire plus de points. Lors du comptage de leur main, en plus de leurs quatre cartes, les joueurs peuvent utiliser la carte coupée du paquet (carte de départ) qui sert à tous les joueurs et au crib.
Les joueurs, en commençant par le joueur à gauche du donneur, comptent à tour de rôle leur main ; lorsque le donneur a compté sa main, il retourne le crib et compte aussi les points qu'il contient.
Les combinaisons qui font des points sont les mêmes que pour la première partie de la manche, c’est-à-dire les 15, toutes les paires et les suites de trois cartes ou plus. En plus, si toutes les cartes en main sont de la même ⁣⁣couleur⁣⁣, cela vaut quatre points et on compte cinq points si la carte coupée est aussi de la même couleur. Avoir un brelan permet de combiner ses cartes en trois paires différentes et donc marquer six points, alors qu’avoir un carré permet de faire 6 paires différentes pour 12 points. A noter que pour le décompte du crib, seule la couleur à 5 cartes est autorisée.
Par exemple, une main composée d’un 6♣, d’un 7♠, d’un 8♦, d’un 8♥ et d’un 9♠, vaut un total de 16 points. Le 6 et le 9 =15 pour deux points, le 7 et un 8 =15 pour deux points, le 7 et l’autre 8 =15 pour deux points, la suite 6-7-8♦-9 pour quatre points, l’autre suite 6-7-8♥-9 pour quatre points et finalement la paire de 8 pour deux points.
Si un joueur possède le valet de la même couleur que la carte coupée, il marque un point, annoncé « Un pour le valet » ou « Un pour sa caboche » (en anglais, « One for his nob , »).

### Fin de manche
Après le décompte des mains, le joueur à la gauche du donneur devient le donneur de la prochaine manche et il recevra le crib.

## Fin de partie
Une partie se termine dès l'instant où un joueur atteint 121 points ou plus. Le premier joueur qui gagne sept parties gagne le match. Si un joueur obtient 121 points avant que l’autre joueur ait obtenu 90 points (le skunk [moufette]), il gagne l’équivalent de deux parties.

## Remarques

### Muggins
Une règle optionnelle, qui doit être annoncée avant le début de la partie, permet à l'adversaire de s'attribuer les points que le joueur aurait oublié de compter quand il marque ses points sur le tableau.

### La meilleure main
La meilleure main, qui permet de faire 29 points d'un seul coup (le maximum), est constituée d'un 5 comme carte coupée et d'une main composée des trois autres 5 et du valet de la couleur de la carte coupée.
On compte :
- 12 points pour le carré de 5 (six paires : n!/(p!(n-p)!) où n = 4 et p = 2)
- 8 points pour les 15 constitués du valet et de chacun des 5
- 8 points pour les 15 constitués par trois 5
- 1 point pour le valet de la même couleur que la carte coupée

### 19 points
Il est impossible d'obtenir une combinaison de carte donnant un pointage exact de 19 avec sa main. C'est pourquoi certains joueurs ont pris l'habitude pour plaisanter d'annoncer 19 points, ce qui signifie donc une main de 0 point.
Il en est de même pour les scores de 25, 26 et 27.